# Seasons (chaîne de télévision)
Pour les articles homonymes, voir Season.
Seasons est une chaîne de télévision française appartenant au Groupe Canal+. Elle a été créée le 1er novembre 1996.

## Historique de la chaîne
Le 1er novembre 1996, la chaîne est créée par la société MultiThématiques (Groupe Canal+).
Elle diffuse des programmes sur la chasse et la pêche (reportages, documentaires, magazines).
Son concurrent principal est Chasse et Pêche.
Une version espagnole fut lancée en avril 1997. Elle fut remplacée par la chaîne Caza y Pesca le 21 juillet 2003.
La chaîne est disponible en Haute Définition depuis le 1er juillet 2015.
Au Canada, la chaîne est autorisée pour distribution depuis le 5 mai 2016 et éditée par TerraTerra Communications (qui importe aussi Planète+). Elle est disponible aux abonnés de Bell Télé Fibe depuis le 14 octobre 2016.
La chaîne n'est plus distribuée sur Numericable depuis le 1er janvier 2017, pour une diffusion exclusive sur Canal.

### Identité visuelle (logo)

Logo de Seasons de 1996 à 2007.
Logo de Seasons de 2007 à 2016.

### Slogans
- « La chaîne de la pêche, de la chasse et de la nature »
- « Seasons, la chaîne des chasseurs et des pêcheurs »

## Diffusion
- La chaîne est diffusée aux prix universel de 6,30 € uniquement sur Canalsat (sur IPTV et satellite) et Numéricable.
- La chaîne est diffusée partiellement en clair entre 8 h 15 et 11 h sur Astra.